# Anni ruggenti/Dammi un sabato nite
Anni ruggenti/Dammi un sabato nite è un singolo del gruppo musicale italiano Gruppo Italiano, pubblicato nel 1984 come unico estratto dal secondo album in studio Tapioca manioca.

## Tracce
7" – SRL 10998 (Italia)
- Lato A

1. Anni ruggenti – 3:05

- Lato B

1. Dammi un sabato nite – 3:45

## Classifiche

### Classifiche settimanali
| Classifica (1984) | Posizione massima |
| ----------------- | ----------------- |
| Italia            | 13                |

### Classifiche di fine anno
| Classifica (1984) | Posizione |
| ----------------- | --------- |
| Italia            | 77        |